# سيرجيو توما
سيرجيو توما (بالرومانية: Sergiu Toma)‏ ( مواليد 29 يناير 1987، كيشيناو ) هو لاعب جودو من أصول مولدوفية يلعب لصالح الإمارات،

## روابط خارجية
- سيرجيو توما على موقع الفيدرالية الدولية للجودو (الإنجليزية)
- سيرجيو توما على موقع JudoInside.com (الإنجليزية)
- سيرجيو توما على موقع AllJudo.net (الفرنسية)
- سيرجيو توما على موقع اللجنة الأولمبية الدولية (الإنجليزية)
- سيرجيو توما على موقع أوليمبيديا (الإنجليزية)